# Juan Zubiaurre
Juan Zubiaurre Jáuregui (Elgóibar, 10 de marzo de 1936 - Villafranca de Ordizia, 4 de mayo de 2011) fue un futbolista español que se desempeñaba como defensa.

## Clubes
| Club          | País   | Año       |
| ------------- | ------ | --------- |
| S. D. Eibar   | España | 1955-1957 |
| C. A. Osasuna | España | 1957-1962 |
| Real Zaragoza | España | 1962-1966 |
| Granada C. F. | España | 1966-1968 |